# Antonio Ignacio Velasco García
Antonio Ignacio Velasco García, né le 17 janvier 1929 à Acarigua et mort le 6 juillet 2003, est un salésien vénézuélien, cardinal et archevêque de Caracas de 1995 à sa mort. 

## Biographie

### Prêtre
Antonio Ignacio Velasco García a suivi sa formation à Rome, obtenant une licence en théologie à l'Université pontificale grégorienne. 
Il a été ordonné prêtre le 17 décembre 1955 pour la congrégation des salésiens de Don Bosco.
Il a enseigné au grand séminaire d'Altamira avant de devenir recteur de divers collèges salésiens.
Au sein de sa congrégation, il a été membre du Conseil général, responsable de l'Amérique latine, des Caraïbes et de la région Pacifique.

### Évêque
Nommé vicaire apostolique de Puerto Ayacucho le 23 octobre 1989, il est consacré le 6 janvier 1990 par le pape Jean-Paul II en personne.
Le 27 mai 1995, il est nommé archevêque de Caracas.

### Cardinal
Le pape Jean-Paul II l'a créé cardinal lors du consistoire du 21 février 2001 avec le titre de cardinal-prêtre de S. Maria Domenica Mazzarello.
Il meurt le 6 juillet 2003.